# De kungliga annalerna

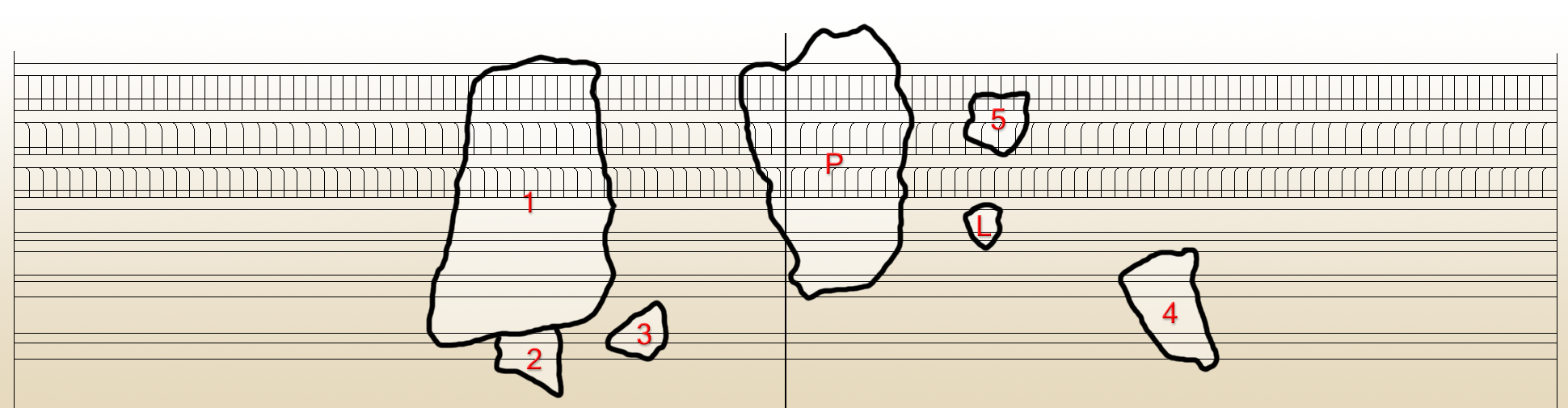
Sammanställning av fragmenten i de kungliga annalerna

De kungliga annalerna var en stor stele som troligen färdigställdes under femte dynastin i forntidens Egypten. Den förvarades i ett soltempel och dess storlek var ursprungligen omkring 140 × 200 cm. Stelen  bröts senare isär i flera delar varav bara ett fåtal har blivit återfunna. Det är dock okänt om alla fragment kommer från samma sten.
Annalerna är en förteckning över faraoner, vattenståndet i Nilen och annan information uppdelat år för år. Fragmenten består av svart basalt varpå texten (hieroglyfer) är ingraverade. De två största är Palermostenen och Kairostenen.

## Fragmenten idag
Egyptologer använder olika beteckningar på de olika fragmenten. En kortfattad lista med informationen om vilken kungs styre som kan finnas på varje fragment:
| Markering | Fragmentnamn      | Namngivna härskare |
| --------- | ----------------- | --- |
| P         | Palermostenen     | Fördynastisk tid: Imichet, Wenegbu, Niheb, Tiu, Itjiesch, Iukha, Seka. Dynasti 1 till 5: Aha, Teti I, Djer, Den, Ninetjer, Khasekhemwy, Djoser, Snofru, Huni, Shepseskaf, Userkaf, Sahure, Neferirkare |
| 1         | Kairostenen       | Djer, Ninetjer, Adjib, Semerkhet, Ka och Sekhemkhet. |
| 2         | Kairo fragment 2  | Cheops |
| 3         | Kairo fragment 3  | Djedefre |
| 4         | Kairo fragment 4  | Snofru |
| 5         | Kairo fragment 5  | Den |
| L         | London fragmentet | Khasekhemwy. |

## Galleri

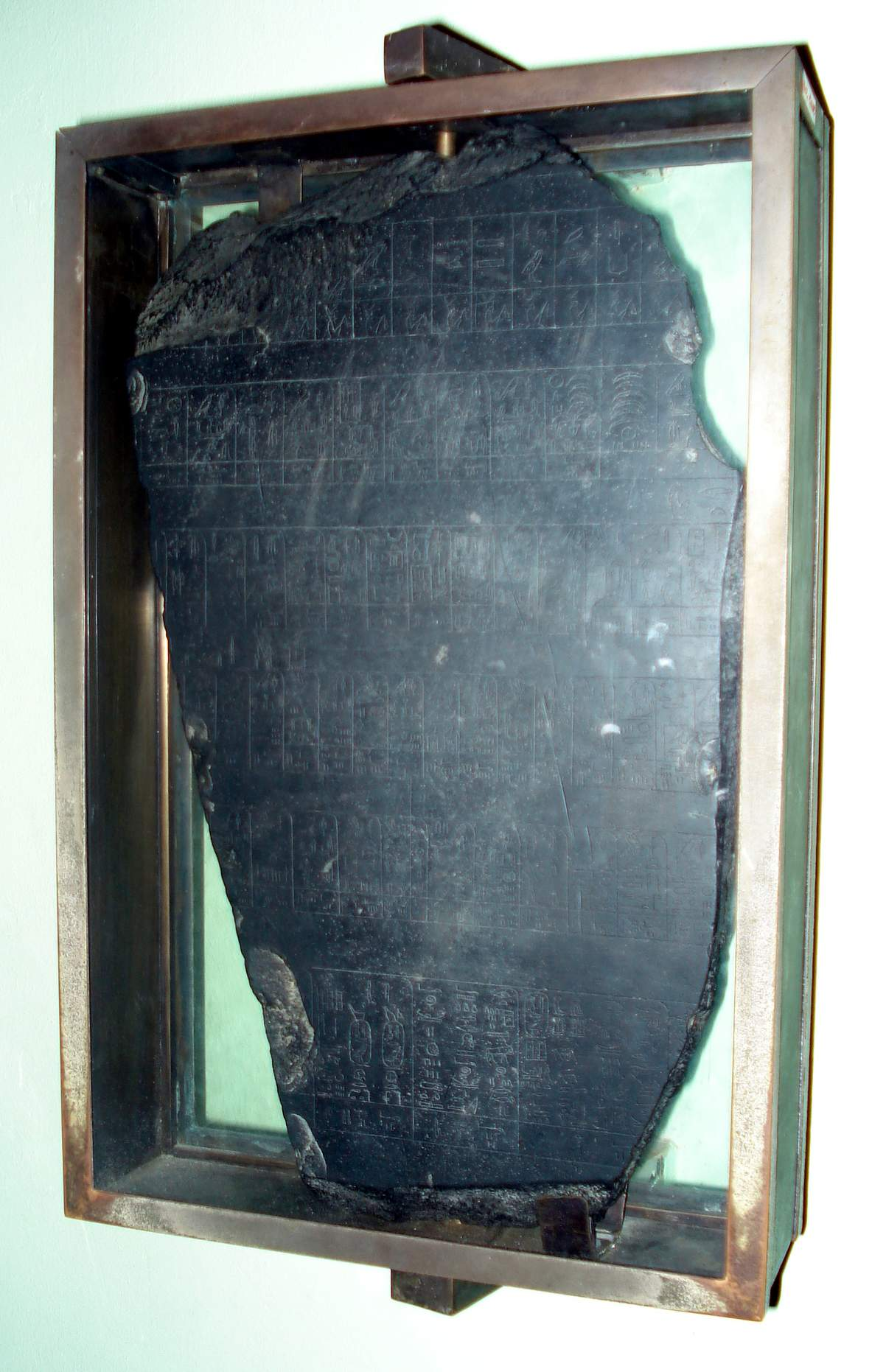
Palermostenen
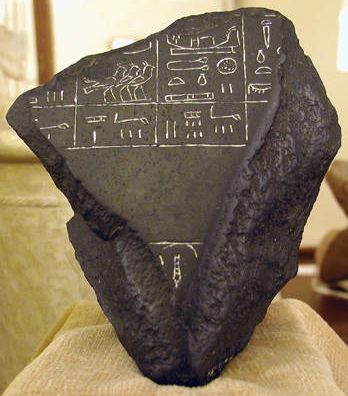
London fragmentet (P1)